# Озёрное (Звериноголовский район)
Озёрное — село в Звериноголовском районе Курганской области России. Является единственным населённым пунктом Озёрнинского сельсовета.

## География
Расположено на левом берегу реки Тобол, примерно в 16 км к юго-западу от села Звериноголовского. К северу от села расположен лес Озернинская дача.

### Часовой пояс
Озёрное, как и вся Курганская область, находится в часовой зоне МСК+2. Смещение применяемого времени относительно UTC составляет +5:00.

## История
На карте Уфимского наместничества за 1792 год обозначен редут Озерной.
В начале лета 1918 года установлена белогвардейская власть.
В середине августа 1919 года на левом фланге белого Сводного казачьего отряда, у поселка Озерного, занял оборону Отдельный оренбургский казачий дивизион подъесаула Иванова. Здесь была переправа и, опасаясь внезапного прорыва красных, казаки разобрали часть верхнего настила моста. Саму переправу, было решено сжечь только после прохода всех частей. 18 августа 1919 года 226-й Петроградский полк с приданной ему саперной ротой и четырьмя орудиями 3-й Ржевско-Новгородской батареи, выступил из д. Черкасово на посёлок Озерное. Правый берег Тобола здесь, господствовал над низким и открытым левым, был покрыт мелким лесом. Под прикрытием деревьев белоказаки вырыли окопы, заняв оборону. Потеряв 4 бойцов раненными, красноармейцы под обстрелом прорвались к берегу. Белые подожгли верхний настил моста и отошли. Подожженный мост был быстро потушен красными саперами под руководством Ивана Григорьевича Иванова и не успел получить серьезных повреждений. Переправившись по нему передовой батальон 226-го Петроградского полка занял позицию в 4 километрах от переправы. Саперная рота стла исправлять повреждения моста. Посёлок Озерное занял красный 228-й Карельский полк с одним орудием 6-й легкой батареи. Преследуя противника, к полуночи, красный 228-й Карельский полк подошел к берегу реки Убаган.
В 1919 году образован Озернинский сельсовет; 18 января 1963 года он упразднён, посёлок вошёл в Прорывинский сельсовет.
В годы советской власти жители работали в колхозе «Путь к коммунизму», затем в колхозе «Заря».
22 декабря 1972 года образован Озёрнинский сельсовет, 23 ноября 1993 года из него выделен Искринский (ныне Искровский) сельсовет.

## Население
| 1866 | 1892  | 1901  | 1916  | 1926  | 1989 | 2002 |
| ---- | ----- | ----- | ----- | ----- | ---- | ---- |
| 1212 | ↗1537 | ↗1710 | ↗2314 | ↘2017 | ↘693 | ↘657 |
| 2010 | 2012  | 2013  | 2014  | 2015  | 2016 | 2017 |
| ↘476 | ↘450  | ↘428  | ↘403  | ↘383  | ↘377 | ↘376 |
| 2018 | 2019  | 2020  |       |       |      |      |
| ↘365 | ↘349  | ↘346  |       |       |      |      |

Национальный состав
- По переписи населения 2002 года проживало 657 человек, из них русские  — 76 %
- По переписи населения 1926 года проживало 2017 человек, из них  русские — 1879 чел., киргизы (казахи) — 69 чел.

## Образование
В 1880-х годах создана церковно-приходская школа, содержалась на средства попечителя Кузнецова. После Великой Октябрьской социалистической революции школа была преобразована в начальную. В 1927 году в школе организован первый пионерский отряд. В конце 1939 года здание школы сгорело и школа была размещена в 3 (затем 4) крестьянских домах. С 1952 года была преобразована в семилетнюю школу.
В 1959 году было построено деревянное школьное здание. С 1 сентября 1962 года преобразована в восьмилетнюю школу; с 9 марта 1992 года — в основную общеобразовательную школу. Двухэтажное кирпичное здание школы построено в ноябре 1986 года.
Ныне действует МКОУ «Озернинская основная общеобразовательная школа».

## Памятник
В 1965 году установлен четырехгранный обелиск, увенчанный пятиконечной звездой. Автор П.Ф. Михайлов. На памятнике установлена доска фамилиями погибших земляков, в 1980 году списки были дополнены. В фундамент заложена капсула со списками погибших земляков на фронтах Великой Отечественной войны.